# Russische Keizerlijke Luchtmacht
De Russische Keizerlijke Luchtmacht (Russisch: Императорскій военно-воздушный флотъ) bestond in het Russisch Keizerrijk tussen 1910 en 1917. De oorsprong van de Russische luchtvaart gaan terug naar theoretische projecten van de jaren 1880 door Russische wetenschappers zoals Nikolaj Kibaltsjitsj en Aleksandr Mozjaiski. Tijdens de jaren 1890 werd de luchtvaart innovatie verder verbeterd door Konstantin Tsiolkovski. In 1904 richtte Nikolaj Zjoekovski 's werelds eerste aerodynamica instituut op in Katsjino, vlak bij Moskou. In 1910 kocht het Russische Keizerlijke Leger een aantal Franse vliegtuigen en begon met het opleiden van de eerste militaire piloten. De geschiedenis van militaire vliegtuigen in Keizerlijk Rusland is nauw verbonden aan de naam Igor Sikorsky.
In 1913 bouwde Sikorski het eerste viermotorige tweedeks vliegtuig Roesski Vitaja en zijn beroemde bommenwerper Ilja Moeromets. In hetzelfde jaar bouwde Dmitri Grigorovitsj een aantal vliegboten voor de Russische Keizerlijke Marine. In 1914 ondernamen Russische piloten voor het eerst een vlucht naar de Arctis op zoek naar de verloren expeditie van de poolonderzoeker Georgi Sedov. Aan het begin van de Eerste Wereldoorlog had Rusland de tweede grootste luchtmacht, na Frankrijk, maar een groot deel van de Russische vliegtuigen waren verouderde Franse toestellen. In het begin gebruikten de Russen de vliegtuigen alleen voor verkenning het sturen van de artillerie, maar in december 1914 werd er een squadron van Ilya Muromets bommenwerpers gevormd en gebruikt tegen Duitse en Oostenrijk-Hongaarse legers.
Onder de Russische piloten waren de legendarische Pjotr Nesterov, die de eerste zelfmoord vliegtuigcrash uitvoerde uit de geschiedenis, en de meest succesvolle Russische piloot en aas Aleksandr Kazakov, die 32 vijandelijke toestellen neerschoot. In 1915 werd de Keizerlijke Luchtmacht, toen nog onderdeel van de Genie, een aparte legereenheid onder commando van de Stavka. Maar de oorlog liep niet goed voor Rusland en door de tegenvallers aan het oostfront en het instorten van de economie in het achterland bleef de vliegtuigproductie ver achter bij Ruslands tegenstander Duitsland. Tussen 1914 en 1917 werden er slechts 5000 toestellen gebouwd, tegen meer dan 45.000 in Duitsland.
Eind 1916 bouwde Sikorsky een unieke viermotorige tweedekker bommenwerper genaamd Alexander Nevski, maar die werd nooit in productie genomen door de gebeurtenissen die leidden tot de Oktoberrevolutie en Sikorsky's emigratie naar de Verenigde Staten van Amerika in 1919.
Na de Russische Revolutie werd de Sovjet Luchtmacht de luchtmacht van de Sovjet-Unie.